# MTV Extra
MTV Extra – brytyjski kanał muzyczny nadający muzykę pop. Wystartował 1 lipca 1999 roku. Należał do grupy MTV Networks Europe.
Kanał został zastąpiony przez MTV Hits w 2001 roku. W Polsce był dostępny za pośrednictwem sieci kablowych i Wizji TV.